# Лиццани, Карло
Ка́рло Лицца́ни (итал. Carlo Lizzani, 3 апреля 1922[…], Рим, Королевство Италия — 5 октября 2013, Рим) — итальянский режиссёр, сценарист и критик.

## Биография
Окончил университет в Риме, писал критические статьи о кино, сотрудничая с группами реалистического направления. 
В 1953 году выпустил книгу об истоках итальянского неореализма. Переехав в Милан, начал писать сценарии и снимать фильмы в качестве ассистента режиссёра. Среди его работ «Германия, год нулевой» режиссёра Роберто Росселини, «Трагическая охота» и «Горький рис» Джузеппе де Сантиса и «Мельница на реке По» Альберто Латтуады. После документальных лент, выпустил дебютное кино «Осторожно! Бандиты!». 
Получив уважение за драму «Повесть о бедных влюблённых», он приобрёл известность режиссёра жанрового кино, в особенности криминального направления: «Бандиты в Милане» (1968), «Безумный Джо» (1974). Широкий резонанс получила его картина «Дорогой Горбачёв!»
5 октября 2013 года покончил с собой, выбросившись из окна третьего этажа собственного дома в Риме.

## Избранная фильмография

### Режиссёр
- 2011 Потрясение (Scossa) (фрагмент «Надежда»)
- 2011 Il mio Novecento
- 2009 The Unionist
- 2008 Джузеппе Де Сантис (Giuseppe De Santis) (документальный)
- 2007 Отель Меина (Hotel Meina)
- 2005 Страсть Анджелы (La passione di Angela)
- 2004 Пять дней Милана (Le cinque giornate di Milano)
- 2003 Операция Аппия Антика (Operazione Appia Antica)
- 2002 Мария Хосе — последняя королева (Maria Josè, l’ultima regina)
- 2000 Роберто Росселини: фрагменты и удары (Roberto Rossellini: Frammenti e battute) (документальный)
- 1999 Лукино Висконти (Luchino Visconti) (документальный)
- 1998 Женщина в поезде (La donna del treno)
- 1996 Целлулоид (Celluloide)
- 1993 Дело Дозиера (Il Caso Dozier)
- 1991 Злая (Cattiva)
- 1989 Ловушка (La trappola)
- 1989 Капитолий (Capitolium)
- 1989 12 режиссёров о 12-ти городах (12 registi per 12 città) (документальный) (эпизод Кальяри)
- 1988 Дорогой Горбачёв! (Caro Gorbaciov!)
- 1987 Четыре истории о женщинах (Quattro storie di donne) (эпизод «Эмма»)
- 1987 Страховка на смерть (Assicurazione sulla morte)
- 1987 Образ города (Imago urbis)
- 1986 Остров (Un’isola)
- 1985 Мама Эбе (Mamma Ebe)
- 1984 Прощание с Энрико Берлингуэром (L’addio a Enrico Berlinguer) (документальный)
- 1983 Десять итальянских режиссёров, десять итальянских рассказов (Dieci registi italiani, dieci racconti italiani) (эпизод «Зима больного»)
- 1983 Был когда-то король и его народ (C’era una volta un re e il suo popolo)
- 1983 Культурные столицы Европы (Capitali culturali d’Europa) (документальный сериал, эпизод «Венеция»)
- 1983 Дом с жёлтым ковром (La Casa del tappeto giallo)
- 1980 Фонтамара (Fontamara)
- 1978 Чёрная Африка, красная Африка (Africa nera Africa rossa) (документальный сериал)
- 1977 Отель Кляйнхофф (Kleinhoff Hotel)
- 1976 Площадь Сан-Бабила, 20 часов (San Babila ore 20 un delitto inutile)
- 1975 Правдивая история о преступном промысле (Storie di vita e malavita)
- 1974 Муссолини: Последний акт (Mussolini: Ultimo atto)
- 1974 Безумный Джо (Crazy Joe)
- 1973 Изменчивые лица Азии (Facce dell’Asia che cambia) (документальный сериал)
- 1972 Чёрный Турин (Torino nera)
- 1971 Прекрасный Рим // Roma bene (ит.)
- 1969 Барбаджа (Barbagia)
- 1969 Любовь и ярость (Amore e rabbia) (эпизод «Безразличие»)
- 1969 Любовница Граминьи (L’Amante di Gramigna)
- 1968 Бандиты в Милане (Banditi a Milano)
- 1967 Убей и помолись (Requiescant)
- 1966 Доллары текут рекой (Un fiume di dollari)
- 1965 Захватывающий (Thrilling) (эпизод «Автострада Солнца»)
- 1965 Проснись и убей (Svegliati e uccidi)
- 1965 Грязная игра (The Dirty Game)
- 1965 Селестина (La Celestina P… R…)
- 1964 Опасная любовь (Amori pericolosi) (эпизод «Обход»)
- 1964 Горькая жизнь (La Vita agra)
- 1963 Веронский процесс (Il Processo Di Verona)
- 1961 Конный карабинер (Il Carabiniere a cavallo)
- 1961 Золото Рима (L’oro di Roma)
- 1960 Горбун (Il gobbo)
- 1959 Эстерина (Esterina)
- 1958 Китайская стена (La muraglia cinese) (документальный)
- 1956 Развинчанный (Lo svitato)
- 1954 Люди-торпеды (Siluri umani)
- 1953 Повесть о бедных влюблённых (Cronache di poveri amanti)
- 1953 Любовь в городе (Amore in città) (эпизод «Любовь за плату»)
- 1952 На окраине Большого города (Ai margini della metropoli)
- 1951 Осторожно! Бандиты! (Achtung! Banditi!)
- 1950 Модена — город красной Эмилии (Modena, una città dell’Emilia rossa) (документальный)
- 1950 В Меццаджорно что-то изменилось (Nel Mezzogiorno qualcosa è cambiata) (документальный)
- 1949 Эмилиева дорога, 147 км (Via Emilia Km 147) (документальный)
- 1949 Путешествие на юг (Viaggio al sud) (документальный)
- 1948 Тольятти вернулся (Modena, una città dell’Emilia rossa) (документальный)

### Продюсер
- 1968 Сидящий одесную

## Награды и номинации
- Горький рис (1951) — номинация на Оскар за лучший сценарий игрового фильма.
- Осторожно! Бандиты! (1952) — лучший режиссёр на фестивале в Карловых Варах.
- Повесть о бедных влюблённых (1954) — международный приз Каннского кинофестиваля в знак признания национальных кинематографий.
- Повесть о бедных влюблённых (1954) — номинация на Гран-при Каннского кинофестиваля.
- Горькая жизнь (1964) — премия ФИПРЕССИ на фестивале в Карловых Варах.
- Бандиты в Милане (1968) — номинация на премию Золотой медведь
- Любовь и гнев (1969) — номинация на премию Золотой медведь
- Площадь Сан-Бабила, 20 часов (1977) — номинация на Золотой приз Московского кинофестиваля.
- Дом с жёлтым ковром  (1983) — номинация на главный приз на фестивале мистических и готических фильмов Mystfest.
- Дорогой Горбачёв! (1988) — Золотая медаль итальянского сената на Венецианком кинофестивале.
- Целлулоид (1996) — премия Давид ди Донателло за лучший сценарий, номинации лучший фильм и лучший режиссёр. Премия Золотой глобус (Италия) за лучший сценарий. Номинация на премию «Серебряная лента».
- Приз имени Пьетро Бьянчи Венецианского кинофестиваля (1996).

## Публикации
- Storia del cinema italiano: 1895—1961 (1961)
- Eravamo eclettici, in Cinema e letteratura del neorealismo, a cura di G. Tinazzi, M. Zancan (1983)
- Il di-scorso delle immagini. Cinema e televisione: quale estetica? (1995)
- Attraverso il Novecento (1998)